# The Bad Lands
The Bad Lands er en amerikansk stumfilm fra 1925 instrueret af Dell Henderson.

## Medvirkende
- Harry Carey som Patrick Angus O'Toole
- Wilfred Lucas som Owen
- Lee Shumway som Blake
- Gaston Glass som Hal Owen
- Joe Rickson som Charlie Squirrel
- Trilby Clark som Mary Owen